# Гваннадальсхнукюр
Гва́ннадальсхну́кюр, Гва́ннадальсхну́кур (ісл. Hvannadalshnjúkur або Hvannadalshnúkur, МФА: ['kʰvanːataˑlsˌn̥uːkʏr̥] ( прослухати)) — гірський пік на північно-західному краю кальдери стратовулкану Ерайвайокутль у національному парку Ватнайокутль. Найвища вершина Ісландії. Офіційні вимірювання були проведені в 2005 році, за даними яких висота вершини становить 2109,6 м над рівнем моря (раніше вважалось, що ця висота дорівнює 2119 м).

## Назва та етимологія
В ісландській мові обидві назви використовуються рівною мірою — Hvannadalshnúkur та Hvannadalshnjúkur. Написання  hnúkur та hnjúkur є однаково правильним, але їх використання є регіональним. Обидва слова задокументовані в словниках від XVII століття, а споріднені слова в нюношк — nuk, njuk, nyk мають теж значення. Дослідження показують, що слово hnjúkur вживається майже по всій північній, східній та південно-східній Ісландії та на захід від льодовика Ватнайокутль. Натомість на півдні та заході країни переважає слово hnúkur. 
Назва піку дослівно перекладається як Вершина Долини Дягелю — hvanna (родовий відмінок множини слова hvönn — дягель), dals (родовий відмінок однини слова dalur — долина), hnjúkur (називний відмінок однини слова hnjúkur — пік, гірська вершина). Назва походить від сусідньої долини Hvannadalur (у родовому відмінку Hvannadals + hnjúkur).

## Історія досліджень
Першу спробу піднятися на вершину здійснив Sveinn Pálsson. Він піднявся на вершину під назвою Sveinsgrípa (1900 м.). Ймовірно, вперше на вершину піднявся норвежець Ганс Фрісак у 1813 році, хоча у своїх описах від подавав вершину Hnappur. Упродовж XIX століття вважалось, що Hnappur є найвищою вершиною країни. У 1891 році на Hnapppur піднявся Frederick W.W. Howell і помітив, що Гваннадальсхнукюр є вищою вершиною. Того ж дня він разом з Páll Jónsson та Þorlákur Þorláksson піднявся на вершину, що офіційно вважається першим сходженням на цю вершину.
Навесні 1904 року данська експедиція під керівництвом Йогана Петра Коха виміряла висоту Гваннадальсхнукура трикутними вимірами низин. Був виміряний кут у трьох точно розташованих точках вимірювання в низинах, які можна було спостерігати з вершини. Згідно з вимірюваннями данців висота піку складала 2119 метрів над рівнем моря. У 1955 році пік був знову виміряний трикутними вимірами в низинах і виявився дещо вищим (2123 м). Навесні 1993 року співробітники Інституту природничих наук Університету Ісландії за допомогою GPS-вимірювань, які базуються на вимірах принаймні чотирьох супутників, що обертаються навколо Землі, виміряли висоту піку у 2111 метрів. Похибку оцінювали у 5 м. У 2004 році, якраз через сто років після того, як датчани вперше виміряли висоту вершини, члени Ісландського гляціологічного товариства вирушили до льодовика і виміряли висоту Гваннадальхнукура у 2111 м. У липні 2005 року Національний огляд земель Ісландії крайній раз вимірював висоту вершини, а потім остаточно оцінив її у 2109,6 м.
Таким чином, аж до 2005 року вважалось, що висота вершини складає 2119 м. У тому ж році тодішній прем'єр-міністр Ісляндії Гатльдоур Аусґрімссон (ісл. Halldór Ásgrímsson) зібрав журналістів на прес-конференцію, аби оголосити точну і поточну вишину вершини — 2110 м. Проте, це не обов'язково була помилка вимірювання. Зміни висоти та ширини не рідкість серед розмірів вулканів. Коли магматична комора під вулканом заповнюється, вона розширюється, надувається. З іншого боку, кожне подальше виверження може певною мірою збільшити висоту гори — як це відбулось у 2000 році з ісландським вулканом Гекла; або ж зменшити її — наприклад, виверження гори Сент-Геленс у США у 1980 році.

## Особливості
Пік розташований на півдні країни в адміністративному регіоні Аустурланд. Водночас із сусідніми вершинами він піднімається як нунатак над поверхнею льодовика Ватнайокутль. З геологічної точки зору це типовий ліпаритовий нек, залишок сильно еродованого вулкана Ерайвайокутль. Маршрут на вершину проходить по численних льодовикових тріщинах.

## Орієнтир
Найвищу вершину Ісландії можна помітити здалеку, оскільки вона розташована саме на південно-східній околиці країни. Літаки, що прибувають з Європи, зазвичай прямують до вершини і на її висоті повертають на захід, щоб слідувати курсом південного узбережжя до Кеплавіка, де розташований міжнародний аеропорт.

## Галерея

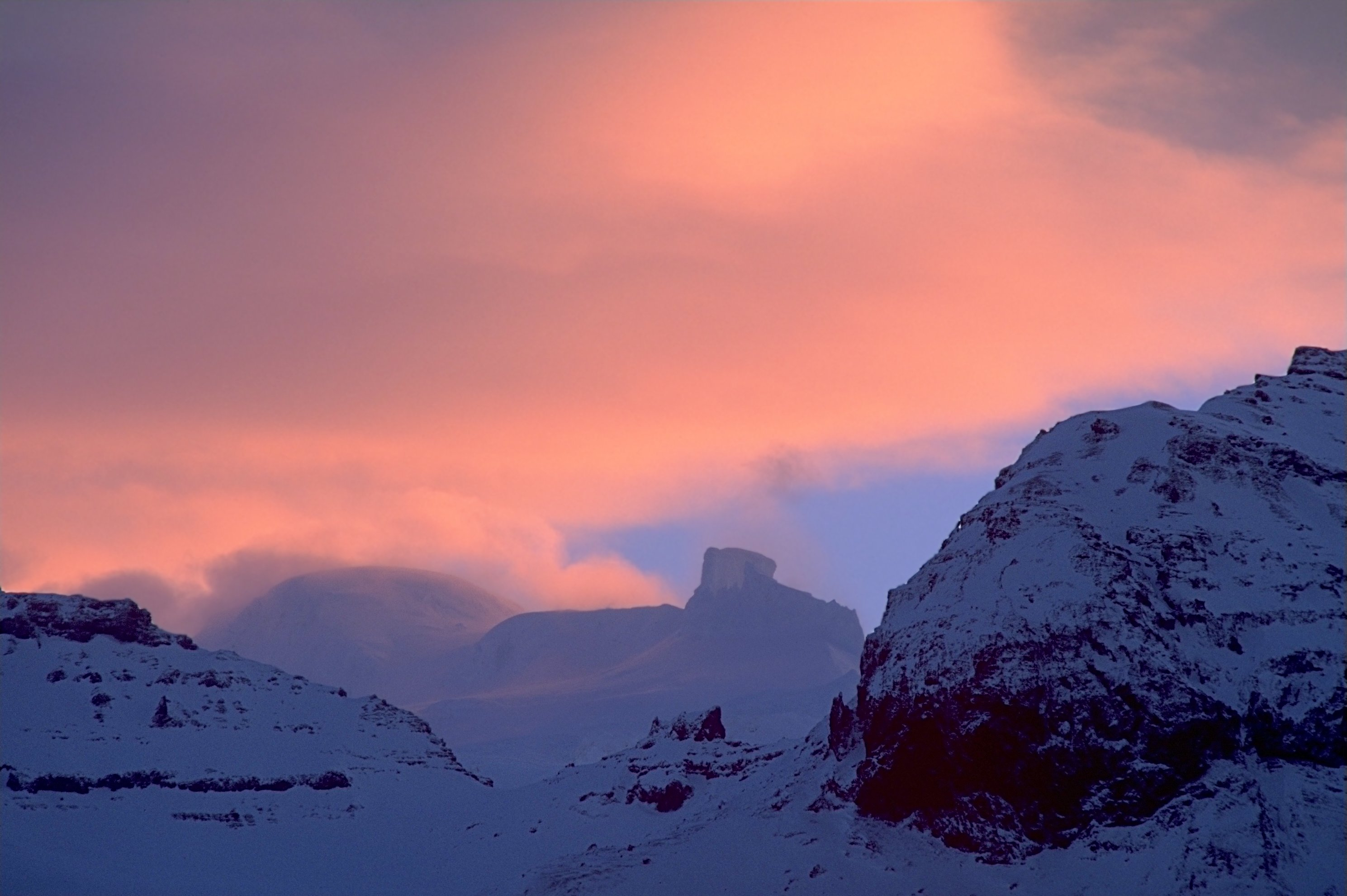
Світанок на Гваннадальсхнукюрі
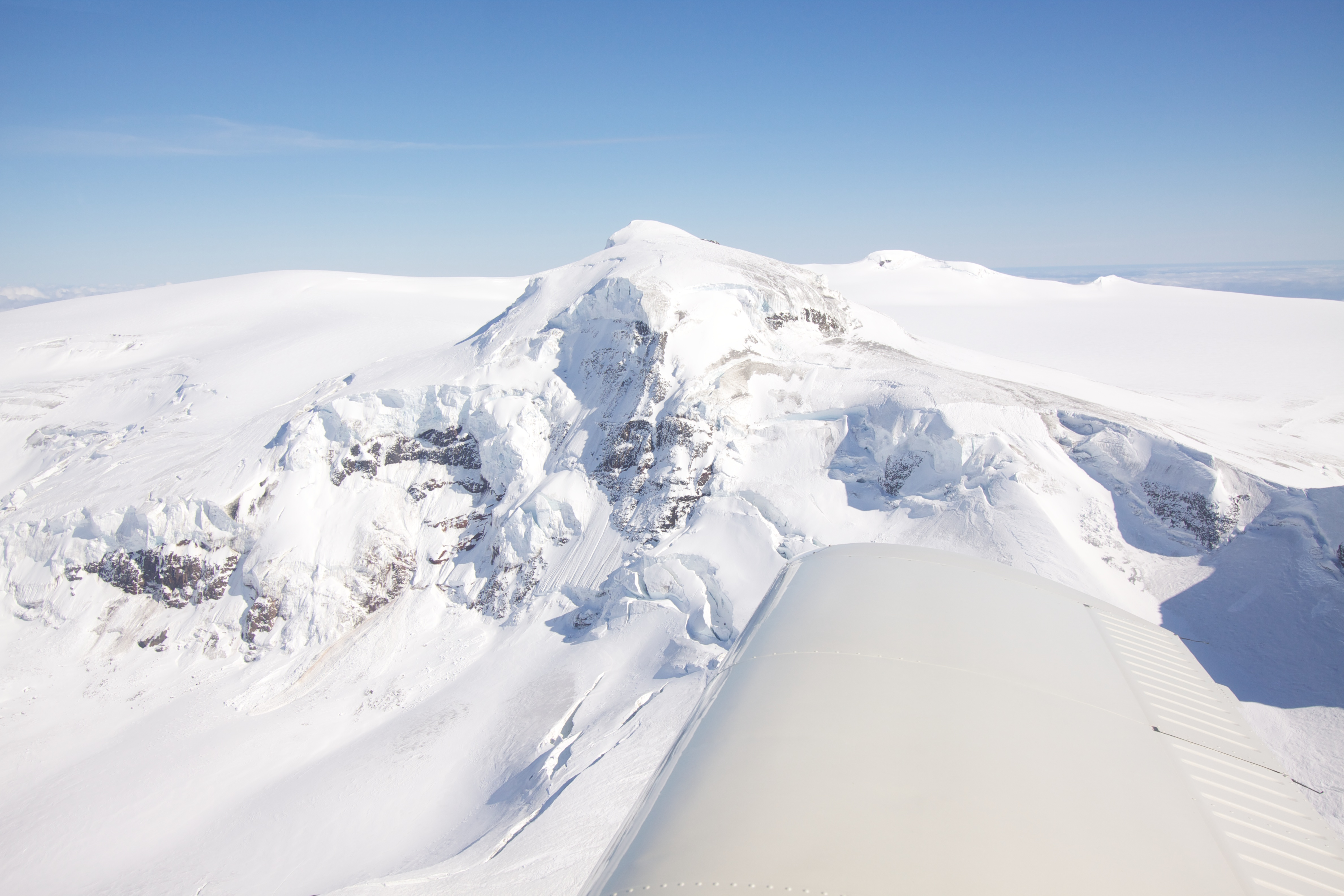
Повітряний знімок із серпня 2011 року
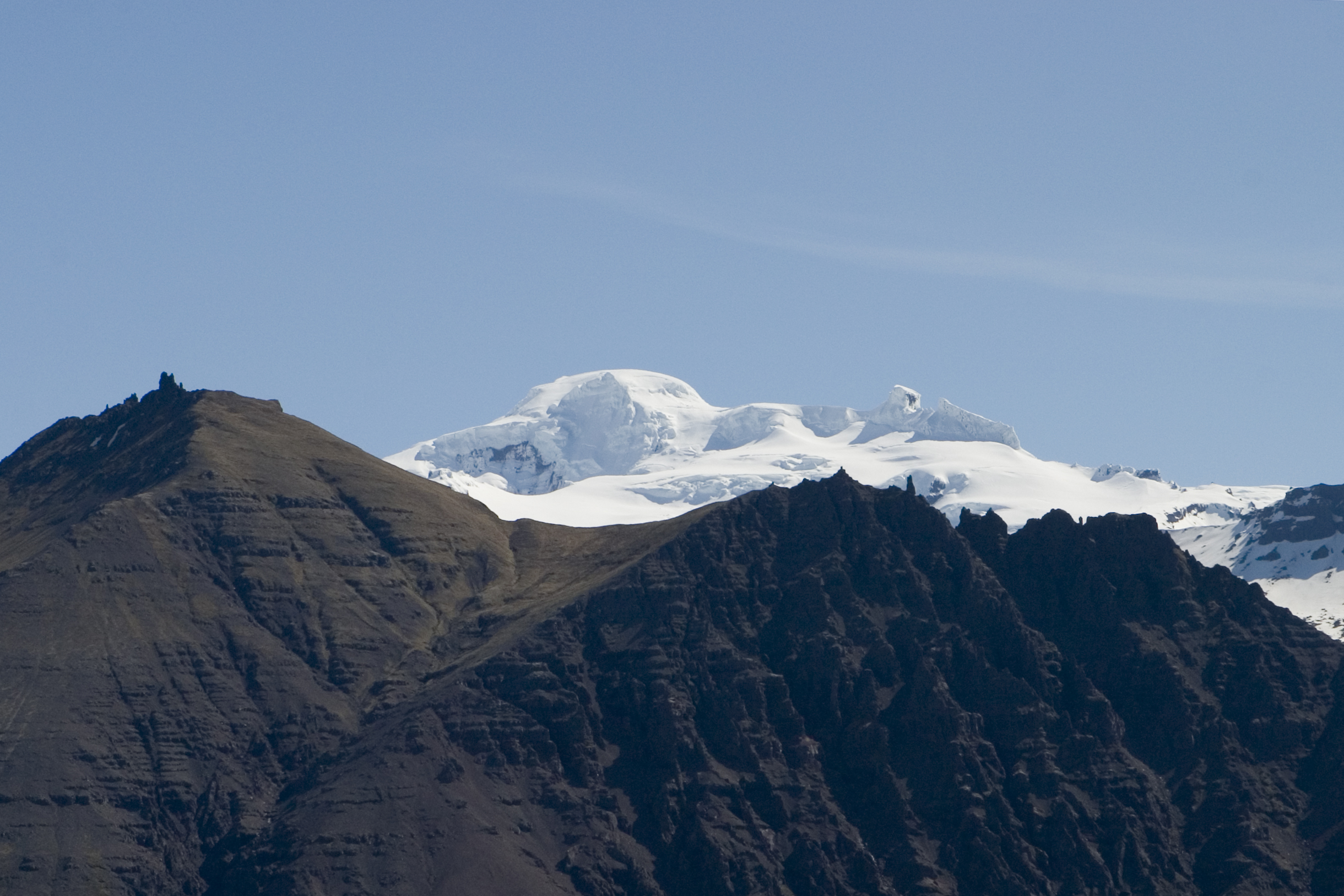
Вид на Гванадальсгнукюр від сервісного центру парку Скафтафетль. Гора на передньому плані — Гафрафель